# Альбатрос (стихотворение)

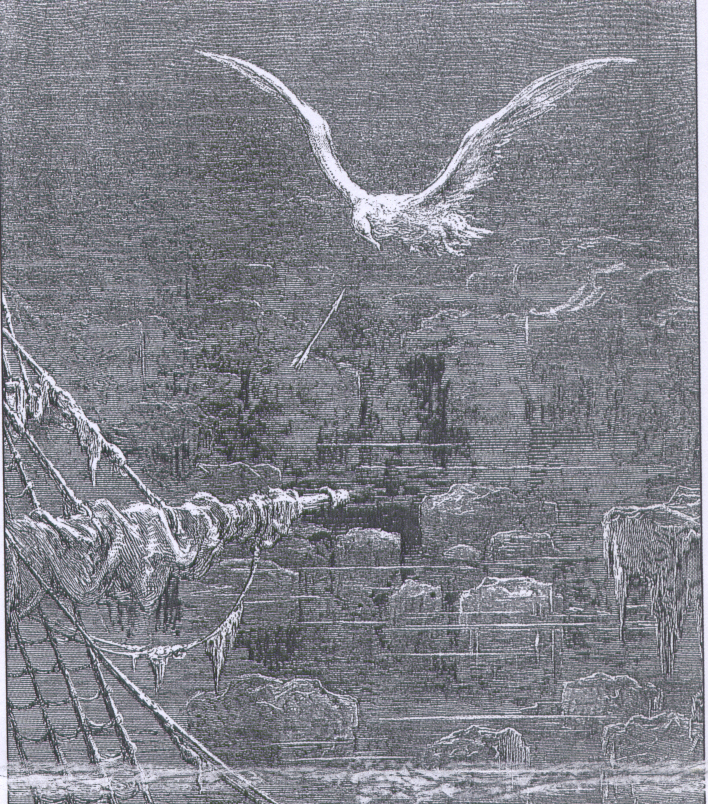
Альбатрос, сопровождающий морское судно

«Альбатрос» (L’Albatros) — стихотворение из второго издания «Цветов зла» Шарля Бодлера (1861), где содержится сравнение поэта с раненой птицей. Произведение основано на воспоминаниях Бодлера о своём путешествии в 1841 году на «Пакетботе Южных морей» в Индию, куда он так и не добрался. В 1841 году, с большими усилиями всё-таки окончив образование и выдержав экзамен на бакалавра права, молодой Шарль решил посвятить себя литературе. Родители, в надежде удержать его от «этого пагубного пути» решили отправить его в Калькутту. В районе экватора капитан Сализ подстрелил альбатроса, над которым стали издеваться матросы. Увидев это Бодлер не выдержал и подрался с одним из них. После этого птицу подстрелили и кок приготовил из неё паштет. Стихотворение впервые издано в 1859 году в Revue Française. Написано александрийским стихом.

## Описание
Из поэмы Кольриджа «Старый моряк» Бодлеру было известно, что альбатросы сопровождают морские суда и при этом летят низко над уровнем моря. Но эта привычка зачастую становится пагубной для больших и редких птиц, так как матросы ловят их ради забавы, просто чтобы скоротать время, поиздевавшись над бедной птицей.
В стихотворении автор проводит параллель с собой, с поэтом, способным «парить» высоко, устремляясь к возвышенному, но при этом рискуя стать посмешищем.